# Центральноамериканская лакедра
Центральноамериканская лакедра, или цапатеро-чакета (лат. Oligoplites saurus), — вид лучепёрых рыб из семейства ставридовых. Широко распространены в тропических и тёплых умеренных водах западной части Атлантического океана и восточной части Тихого океанов. Максимальная длина тела 35 см. Морские пелагические рыбы, заходят в эстуарии.

## Описание
Тело удлинённое, не очень высокое, сильно сжато с боков; верхний и нижний профили тела сходны по форме. Профиль горла более выпуклый, чем верхний профиль головы. Нижняя челюсть немного расширена с выпуклым профилем. Глаза маленькие, их диаметр укладывается 4,0—4,5 раза в длину головы. Окончание узкой верхней челюсти доходит до вертикали, проходящую через задний край глаза. Зубы на обеих челюстях мелкие; на верхней челюсти расположены в два ряда, зубы во внешнем ряду неровные, более мелкие в передней части челюсти; на нижней челюсти конические зубы расположены в два ряда. У молоди зубы на нижней челюсти во внешнем ряду крючковатые, загнутые наружу, легко выпадают и могут замещаться. На первой жаберной дуге 19—23 жаберных тычинок, из них на верхней части 5—8 жаберных тычинок, а на нижней — 13—16 тычинок. Два спинных плавника разделены небольшим промежутком. В первом спинном плавнике 5 (редко 4 или 6) коротких отдельно сидящих колючек. Во втором спинном плавнике один жёсткий и 19—21 мягкий луч. В анальном плавнике две отдельно посаженные колючки и один колючий и 19—22 мягких лучей. Задние 11—15 лучей второго спинного и анального плавников соединены между собой лишь частично и образует на вид отдельные плавнички. Длины оснований второго спинного и анального плавников одинаковые. Передние доли второго спинного и анального плавников удлинённые. Грудные плавники короче длины головы. Хвостовой плавник сильно выемчатый. Боковая линия делает небольшой изгиб вверх над грудными плавниками и далее идёт прямо до основания хвостового плавника. В боковой линии нет костных щитков. Чешуйки ниже боковой линии тонкие и игольчатые, частично вдавлены в кожу. На хвостовом стебле отсутствуют кили и канавки. Позвонков: 10 туловищных и 16 хвостовых.
Верхняя часть тела голубоватая, бока и брюхо серебристо-белые, иногда с 7-8 неправильными ломаными серебристыми полосами и белыми полосами вдоль середины боков. У некоторых особей нижняя часть живота и щеки с золотистым или желтым оттенком. Первый спинной плавник тёмный с прозрачными мембранами; второй спинной и анальный плавники обычно прозрачные, но с тёмными отметинами на долях обоих плавников у некоторых особей. Хвостовой плавник от бесцветного до янтарного цвета.
Максимальная длина тела — 35 см, обычно до 27 см. Масса тела — до 287 г.

## Биология
Морские пелагические рыбы. Обычно встречаются большими стаями в прибрежных водах вдоль песчаных пляжей и в заливах, часто вблизи устьев рек. Предпочитают более мутные воды, а не прозрачные. Молодь часто плавает у поверхности воды вниз головой с загнутой хвостовой частью тела. Взрослые особи питаются мелкими рыбами и ракообразными, а молодь — эктопаразитами и чешуёй крупных рыб. Нерестятся на мелководных участках; в Мексиканском заливе нерест наблюдается в летние месяцы.
Как и у всех видов рода Oligoplites, отдельно сидящие колючки анального плавника соединены с ядовитыми железами.

## Ареал
Подвид O. saurus saurus: Западная часть Атлантического океана от Массачусетса вдоль побережья США до Мексиканского залива и Карибского моря и далее на юг вдоль побережья Южной Америки до Риу-Гранди-ду-Сул (Бразилия) и, вероятно, до Уругвая. Подвид O. saurus inornatus: Восточная часть Тихого океана от юга Мексики и Калифорнийского залива до Эквадора, включая Галапагосские острова и остров Мальпело.